# 吳珍 (成化三甲進士)
吳珍（1444年—？），字朝重，直隸沭陽縣人，遼東廣寧右衛軍籍，明朝政治人物。進士出身。

## 生平
早年出身國子生，山東鄉試第十三名。成化十一年（1475年）乙未科會試第一百二名，殿試登進士第三甲第一百七十四名。

## 家族
曾祖父吳安。祖父吳昇。父亲吳智。